# 쇼가쿠칸 슈에이샤 프로덕션
주식회사 쇼가쿠칸 슈에이샤 프로덕션（株式会社小学館集英社プロダクション、영어:Shogakukan-Shueisha Productions Co.Ltd.）은, 도쿄도 지요다구 간다 진보쵸에 본사를 두고 히토쓰바시 그룹의 자회사. 미취학 아동 전용을 중심으로 한 교육 사업, 캐릭터 라이선스 사업, 방송 프로그램의 기획·제작 업무의 주체로 한다.